# Anna Sandberg
Anna Sandberg  (23 de maio de 2003) é uma futebolista sueca, que atua como defesa (br: zagueira). 
Atualmente (2023), joga pelo BK Häcken FF, clube sediado na cidade de Gotemburgo na Suécia. 
Integra a Seleção Sueca de Futebol Feminino desde 2023. 

## Carreira
Anna Sandberg integrou a Seleção Sueca de Futebol Feminino na Copa do Mundo de Futebol Feminino de 2023, tendo a Suécia ficado em 3.º lugar, e conquistado a medalha de bronze.

## Clubes
Jogou por vários clubes: 
- Örebro SK FK (2020)
- KIF Örebro DFF (2021-2022)
- BK Häcken FF (2022-)

## Títulos
Anna Sandberg  conquistou vários títulos durante a sua carreira desportiva: 
- Campeonato Sueco de Futebol Feminino -  2022
- Copa da Suécia de Futebol Feminino –  2022/2023